# 新存在
新存在（new being）是神學家保羅·田立克提出的學說，其內容涉及的「存在的階段論」為研究者所認知的存在主義跟存在主義神學中的一個普遍主題。

## 學說內容
- 存在者的一個特徵便是具有理性能力。那些不使用理性的人是最次等的存在者，使用理性去觀察人生者是高級的人生態度，甚至於人類用理性來反對上帝也是件好事。但是人類並是不只有理性這一種能力而已，人類尚具有感性的能力，只偏重理性一種能力的人生態度是偏頗且不健康的。故而田立克主張：那最高境界的存在者（即新存在者）便是那種能夠在信仰之中，將理性與感性都盡情施展，不會產生內在衝突之人。

- 「信仰不是由理性功能產生的行為，也不是由無意識產生的行為，信仰是使一個人生命中的理性與非理性元素都得以升華到更高層次之行為」（田立克著作《信仰的動力》）